# Stemonocera unicinata
Stemonocera unicinata är en tvåvingeart som först beskrevs av Wang 1991.  Stemonocera unicinata ingår i släktet Stemonocera och familjen borrflugor. Inga underarter finns listade i Catalogue of Life.